# Kepenuhan Hulu (plaats)
Kepenuhan Hulu is een bestuurslaag in het regentschap Rokan Hulu van de provincie Riau, Indonesië. Kepenuhan Hulu telt 2064 inwoners (volkstelling 2010).